# Five Nations 1996
Die Ausgabe 1996 des jährlich ausgetragenen Rugby-Union-Turniers Five Nations (seit 2000 Six Nations) fand an fünf Spieltagen zwischen dem 20. Januar und dem 16. März statt. Turniersieger wurde England, das mit Siegen gegen alle britischen Mannschaften zum zweiten Mal in Folge die Triple Crown schaffte.

## Teilnehmer
| Land       | Stadion             | Stadt     | Trainer            | Kapitän                   |
| ---------- | ------------------- | --------- | ------------------ | ------------------------- |
| England    | Twickenham Stadium  | London    | Jack Rowell        | Will Carling              |
| Frankreich | Parc des Princes    | Paris     | Jean-Claude Skrela | Philippe Saint-André      |
| Irland     | Lansdowne Road      | Dublin    | Murray Kidd        | Jim Staples / Niall Hogan |
| Schottland | Murrayfield Stadium | Edinburgh | Jim Telfer         | Rob Wainwright            |
| Wales      | Cardiff Arms Park   | Cardiff   | Kevin Bowring      | Jonathan Humphreys        |

## Tabelle
|    | Land       | Spiele | Siege | Unent. | Ndlg. | Spiel- punkte | Diff. | Tabellen- punkte |
| -- | ---------- | ------ | ----- | ------ | ----- | ------------- | ----- | ---------------- |
| 1. | England    | 4      | 3     | 0      | 1     | 79:44         | + 35  | 6                |
| 2. | Schottland | 4      | 3     | 0      | 1     | 60:56         | + 4   | 6                |
| 3. | Frankreich | 4      | 2     | 0      | 2     | 89:57         | + 32  | 4                |
| 4. | Wales      | 4      | 1     | 0      | 3     | 62:82         | − 20  | 2                |
| 5. | Irland     | 4      | 1     | 0      | 3     | 65:106        | − 41  | 2                |

## Ergebnisse

### Erste Runde
| 20. Januar 1996 | Frankreich                                              | 15 : 12       | England                                         | Parc des Princes, Paris Zuschauer: 45.000 Schiedsrichter: David McHugh (Irland) |
| 20. Januar 1996 | Straftritte: Lacroix (3) Dropgoals: Castaignède Lacroix | (3:6) Bericht | Straftritte: Grayson (3) Dropgoals: Grayson (2) | Parc des Princes, Paris Zuschauer: 45.000 Schiedsrichter: David McHugh (Irland) |

| 20. Januar 1996 | Irland                                                    | 10 : 16         | Schottland                                                    | Lansdowne Road, Dublin Schiedsrichter: Brian Campsall (England) |
| 20. Januar 1996 | Versuche: Clohessy Erhöhungen: Elwood Straftritte: Elwood | (10:16) Bericht | Versuche: Dods McKenzie Straftritte: Dods Dropgoals: Townsend | Lansdowne Road, Dublin Schiedsrichter: Brian Campsall (England) |

### Zweite Runde
| 3. Februar 1996 | England                                                                  | 21 : 15       | Wales                                                          | Twickenham Stadium, London Schiedsrichter: Ken McCartney (Schottland) |
| 3. Februar 1996 | Versuche: Guscott Underwood Erhöhungen: Grayson Straftritte: Grayson (3) | (7:5) Bericht | Versuche: Howley Taylor Erhöhungen: Thomas Straftritte: Thomas | Twickenham Stadium, London Schiedsrichter: Ken McCartney (Schottland) |

| 3. Februar 1996 | Schottland                               | 19 : 14        | Frankreich                                             | Murrayfield Stadium, Edinburgh Zuschauer: 65.000 Schiedsrichter: Clayton Thomas (Wales) |
| 3. Februar 1996 | Versuche: Dods (2) Straftritte: Dods (3) | (11:8) Bericht | Versuche: Benazzi Straftritte: Castaignède Lacroix (2) | Murrayfield Stadium, Edinburgh Zuschauer: 65.000 Schiedsrichter: Clayton Thomas (Wales) |

### Dritte Runde
| 17. Februar 1996 | Frankreich                                                                                  | 45 : 10        | Irland                                                              | Parc des Princes, Paris Zuschauer: 45.122 Schiedsrichter: Ed Morrison (England) |
| 17. Februar 1996 | Versuche: Accoceberry Campan Castel (2) Ntamack (2) Saint-André Erhöhungen: Castaignède (5) | (24:3) Bericht | Versuche: Strafversuch Erhöhungen: Humphreys Straftritte: Humphreys | Parc des Princes, Paris Zuschauer: 45.122 Schiedsrichter: Ed Morrison (England) |

| 17. Februar 1996 | Wales                                     | 14 : 16       | Schottland                                                | Cardiff Arms Park, Cardiff Zuschauer: 47.000 Schiedsrichter: Joël Dumé (Frankreich) |
| 17. Februar 1996 | Versuche: Proctor Straftritte: Thomas (3) | (6:6) Bericht | Versuche: Townsend Erhöhungen: Dods Straftritte: Dods (3) | Cardiff Arms Park, Cardiff Zuschauer: 47.000 Schiedsrichter: Joël Dumé (Frankreich) |

### Vierte Runde
| 2. März 1996 | Irland                                                                                 | 30 : 17        | Wales                                                          | Lansdowne Road, Dublin Zuschauer: 45.000 Schiedsrichter: Didier Mené (Frankreich) |
| 2. März 1996 | Versuche: Corkery Fulcher Geoghegan Woods Erhöhungen: Mason (2) Straftritte: Mason (2) | (15:7) Bericht | Versuche: Evans (2) Erhöhungen: Thomas (2) Straftritte: Thomas | Lansdowne Road, Dublin Zuschauer: 45.000 Schiedsrichter: Didier Mené (Frankreich) |

| 2. März 1996 | Schottland            | 9 : 18         | England                  | Murrayfield Stadium, Edinburgh Zuschauer: 67.500 Schiedsrichter: Derek Bevan (Wales) |
| 2. März 1996 | Straftritte: Dods (3) | (3:12) Bericht | Straftritte: Grayson (6) | Murrayfield Stadium, Edinburgh Zuschauer: 67.500 Schiedsrichter: Derek Bevan (Wales) |

### Fünfte Runde
| 16. März 1996 | England                                                                                | 28 : 15         | Irland                                      | Twickenham Stadium, London Zuschauer: 75.000 Schiedsrichter: Ed Murray (Schottland) |
| 16. März 1996 | Versuche: Sleightholme Erhöhungen: Grayson Straftritte: Grayson (5) Dropgoals: Grayson | (12:15) Bericht | Straftritte: Mason (4) Dropgoals: Humphreys | Twickenham Stadium, London Zuschauer: 75.000 Schiedsrichter: Ed Murray (Schottland) |

| 16. März 1996 | Wales                                                         | 16 : 15        | Frankreich                                                                     | Cardiff Arms Park, Cardiff Zuschauer: 52.000 Schiedsrichter: Brian Stirling (Irland) |
| 16. März 1996 | Versuche: Howley Erhöhungen: Jenkins Straftritte: Jenkins (3) | (10:5) Bericht | Versuche: Castaignède Ntamack Erhöhungen: Castaignède Straftritte: Castaignède | Cardiff Arms Park, Cardiff Zuschauer: 52.000 Schiedsrichter: Brian Stirling (Irland) |